# 托马斯·吉尔 (政治人物)
托马斯·庞塞·吉尔（英語：Thomas Ponce Gill，1922年4月21日—2009年6月3日）为美国夏威夷州民主党籍政治人物，曾于1963年至1965年间担任联邦众议员，后于1966年至1970年间担任夏威夷州第四任副州长。他于1970年和1974年两次参加州长选举，但皆以失败告终。